# 德賓島
德賓島是美國的島嶼，位於蒂加爾達島西南岸附近的太平洋海域，屬於克列尼岑群島的一部分，由阿拉斯加州負責管轄，長0.84公里、寬0.20公里，島上無人居住。
54°04′16″N 165°09′12″W / 54.07111°N 165.15333°W